# 白井ゆかり (気象キャスター)
白井 ゆかり（しらい ゆかり、1991年〈平成3年〉6月25日 - ）は、日本の気象キャスター、防災士。ウェザーニューズ所属。埼玉県幸手市出身。愛称はゆかりん。

## 来歴
- 埼玉県立春日部女子高等学校、日本大学芸術学部写真学科出身[4]。
- 2015年ウェザーニュースキャスターオーディション[注 1]。第1位で通過、気象情報番組「SOLiVE24」のキャスターとなる。同期は高山奈々[3]。
- 2015年8月15日、SOLiVE ムーンで初披露[6][7][注 2]。
- 2015年9月7日、『SOLiVE モーニング』でデビュー[9][10][11][12]。
- 2021年3月、防災士の試験に合格[13]。
- 2022年10月4日、自身のTwitterにて結婚を発表[14]。
- 2023年3月16日、自身のTwitterにおいて第一子を妊娠したことを公表した[15]。同4月30日の『ウェザーニュースLiVEイブニング』が産休前最後の出演となった[16]。
- 2024年5月17日、自身のX(旧Twitter)において、職場復帰することを公表した[注 3]。また、番組内でも同日にアフタヌーンを担当していた小川千奈と同イブニングを担当していた戸北美月からも発表された。なお、戸北によればそれ以前から会社には来ていた、とのこと。なお、白井と江川は両者とも当面は裏方に回る[注 4]。
- 2024年7月1日、『ウェザーニュースLiVE・アフタヌーン』でキャスター復帰[18]。

## 人物
- 趣味は茶道、ヨガ[3]（全米ヨガアライアンス協会認定200時間（RYT200）のヨガインストラクター資格取得）。
- 三姉妹の三女。
- 同じウェザーニュースキャスターの山岸愛梨と松雪彩花とは、同郷にあたる。
- 好きな女優はオードリー・ヘプバーン。
- 好きな季節は「秋」。
- 色彩の組み合わせは「青（Cyan）＋黄（Yellow）」の組み合わせが好き。色彩検定3級を所持している[19]。
- イクラ・筋子が苦手（食べ過ぎたのが原因）。甘エビ・青魚等の光り物は大好物。世の中で一番好きな食べ物はハンバーグ。
- ラーメンは背油ギトギトの「こってり」スープが大好き。
- 好きなおでんの具は、大根・卵・コンニャク。
- 大好きなスイーツはザッハトルテ。ジェラートではピスタチオが大好き。
- 好きな植物は苔。苔を見たり触れたりすることで癒しを感じるとのこと。苔を求めての神社仏閣巡りも楽しみの一つにしている。
- カラオケの十八番は、松谷祐子の「ラムのラブソング」。ドライブする時によく聴く曲は松田聖子の曲。（『ウェザーニュースLiVE・イブニング』2021年12月23日、クロストーク）。
- 2020年にフリートークで「ジャンクションや空港を見るのが楽しい」との発言がきっかけで、番組内で『素晴らしいJCTの世界』や『素晴らしい空港の世界』という持ち込み企画を実現している。
- 2022年7月12日のインスタライブにて現在の身長が154cmであることを発表。
- 復帰前の2023年6月25日に「ヘアドネーション」をしていたことを『X』（当時はTwitter）に綴り、復帰後2回目の担当となった2024年7月2日の番組内で改めて報告した[20]。

## 出演
現在
- ウェザーニュースLiVE・アフタヌーン - 2024年7月1日 -
- ウェザーニュースLiVE・コーヒータイム - 2024年7月2日 -
- ウェザーニュースLiVE・サンシャイン - 2024年7月16日 -
- ウェザーニュースLiVE・モーニング - 2025年2月12日 -
- ウェザーニュースLiVE・イブニング - 2025年2月15日 -

過去
- SOLiVE24 各番組
- SOLiVE モーニング
- SOLiVE サンシャイン
- SOLiVE コーヒータイム
- SOLiVE アフターヌーン
- SOLiVE イブニング
- SOLiVE ムーン
- SOLiVE ナイト
- タモリ倶楽部（2022年9月2日、テレビ朝日）「タモリさん今年はわが街へどうぞ! 日本一暑い街2022大予想会」[21]